# カラカウア公園

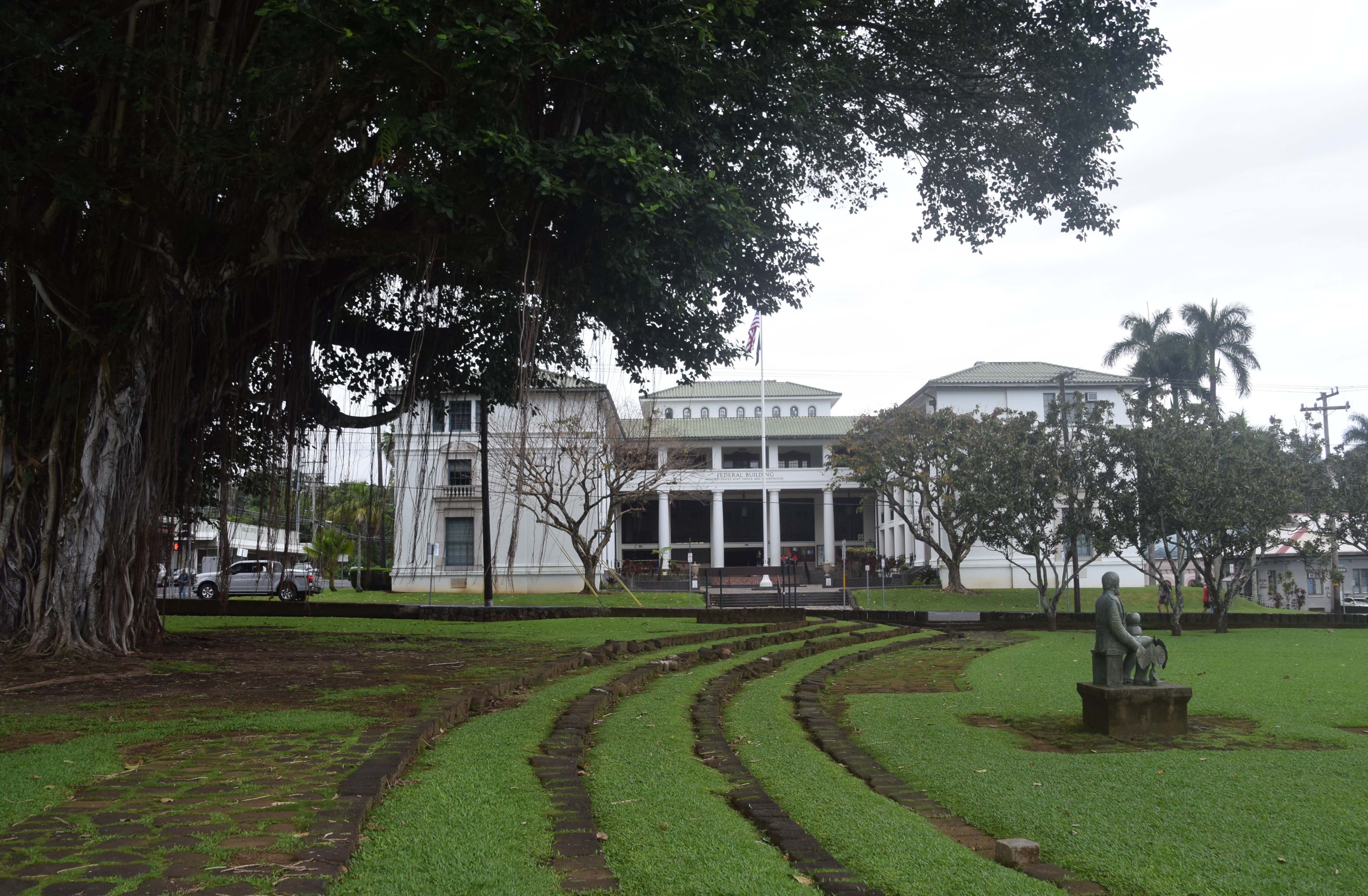
カラカウア公園。ワイアヌエヌエ通りの向うに連邦ビル（現在、ヒロ郵便局）

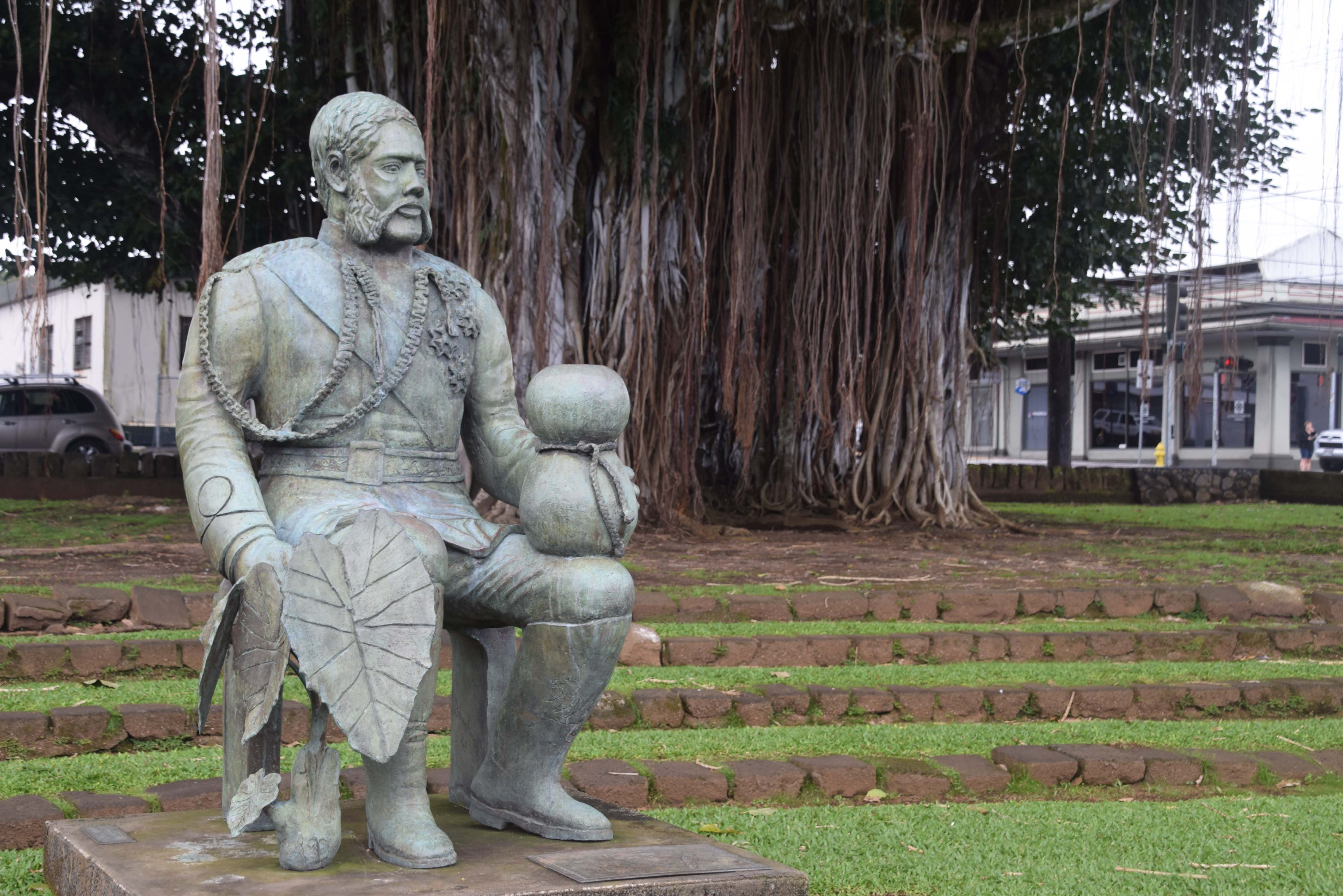
公園内のカラカウア王の像

カラカウア公園（カラカウアこうえん、英語: Kalakaua Park）はアメリカ合衆国ハワイ州第二の町ヒロの中心広場として機能した所で、歴史的な建物に囲まれている。

## 歴史
現在のカラカウア公園がある場所は、ハワイへ島への最初のキリスト教宣教所が設立された所で、次第に郵便局、裁判所、裁判所などの歴史的建物に囲まれて、宣教師たちの出身地であるニューイングランドの町でよく見られる中央広場のように機能してきた。

## 連邦ビル
1898年ハワイがハワイ準州（Territory of Hawaii）としてアメリカ合衆国に併合された時に、ハワイ最大の町ヒロに連邦政府ビルの建設が必要になったがその費用がなく、1913年になってやっと現在はヒロ郵便局となっている建物がワイアヌエヌエ大通り（Waianuenue Avenue）に面して建設されて、当時は郵便局、裁判所、その他事務所を兼ねていた。

## 公園
この連邦ビルは最初の宣教所が他へ引っ越した跡地に面していて、そこの名称もハワイ王国中興のカラカウア王（在位1874 - 1891年）から名付けられた「カラカウア公園」となり、実際1877年ごろに彼自身が開園している。場所の経緯度は北緯19度43分31秒 西経155度05分19秒 / 北緯19.72528度 西経155.08861度座標: 北緯19度43分31秒 西経155度05分19秒 / 北緯19.72528度 西経155.08861度で、ワイアヌエヌエ大通り、カラカウア通り（Kalakaua Street）、キノオオレ通り（Kinoʻole Street）、キアヴェ通り（Keawe Street）に囲まれた長方形の公園である。
公園の中央にカラカウアの小型の像があり、彼は右手にタロの葉と左手にイプを持っている。公園内には、彼が寄贈した日時計があり、また1991年7月11日にハワイ島で観測された皆既日食を記念してタイムカプセルが埋められていて、次の皆既日食（2106年5月3日）に開けられる予定。

## 戦争記念碑
1948年、公園の東側に第二次世界大戦で亡くなった人たちへの記念碑が建てられ、そこに睡蓮が咲く池もある。その後、記念碑の反対側に朝鮮戦争、ベトナム戦争の記念版も付けられた。

## 写真集

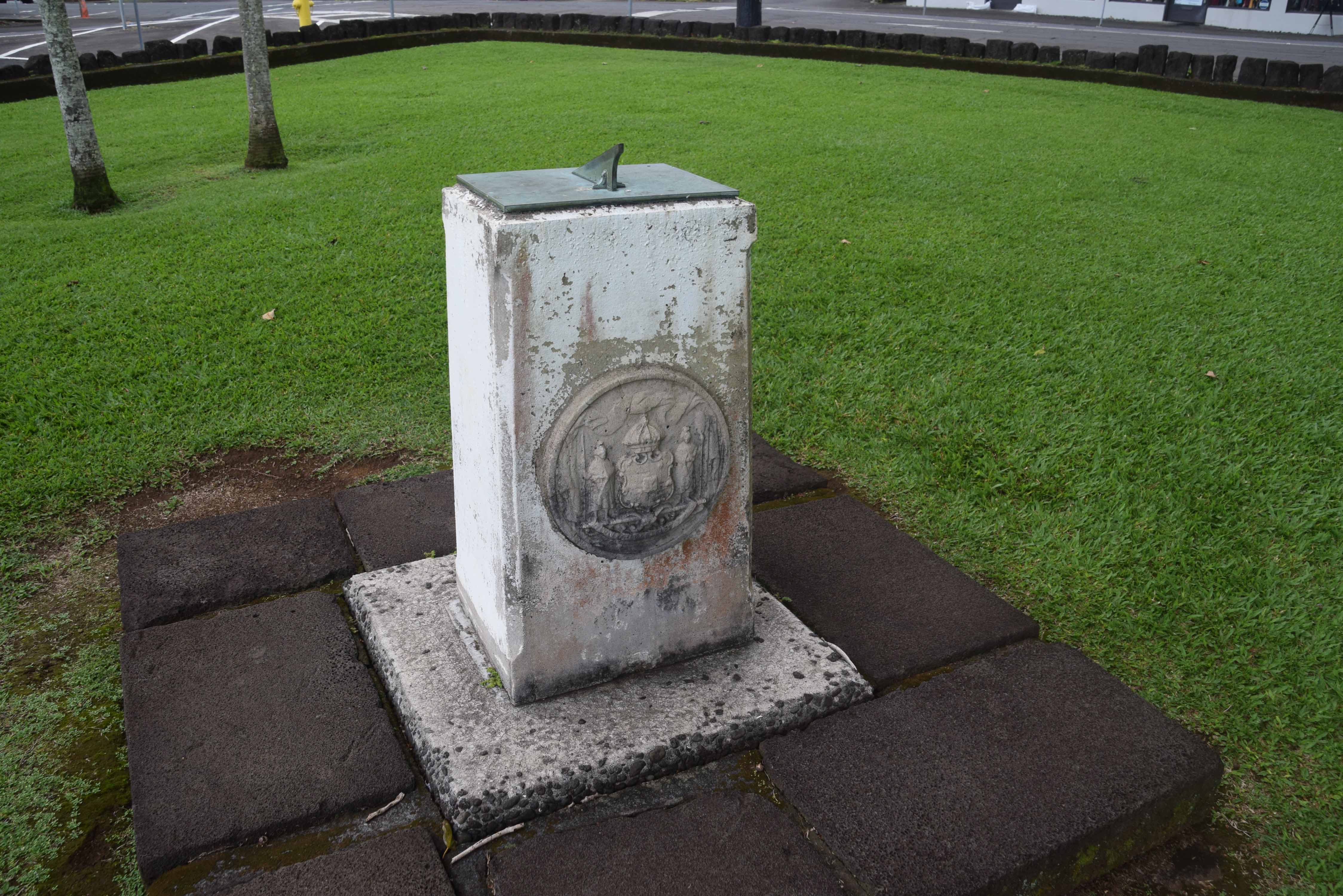
カラカウア王寄贈の日時計
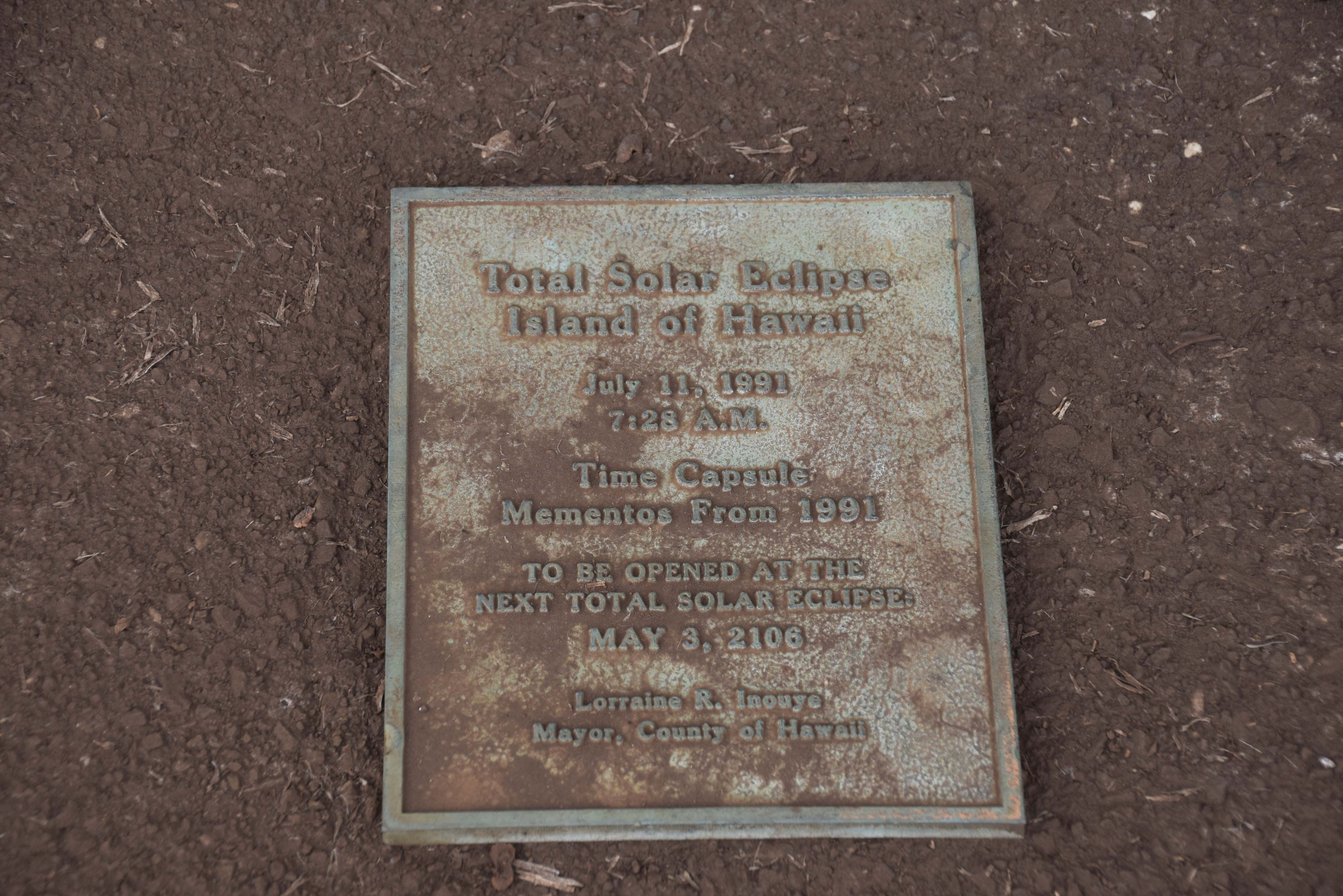
1991年皆既日食記念タイムカプセル
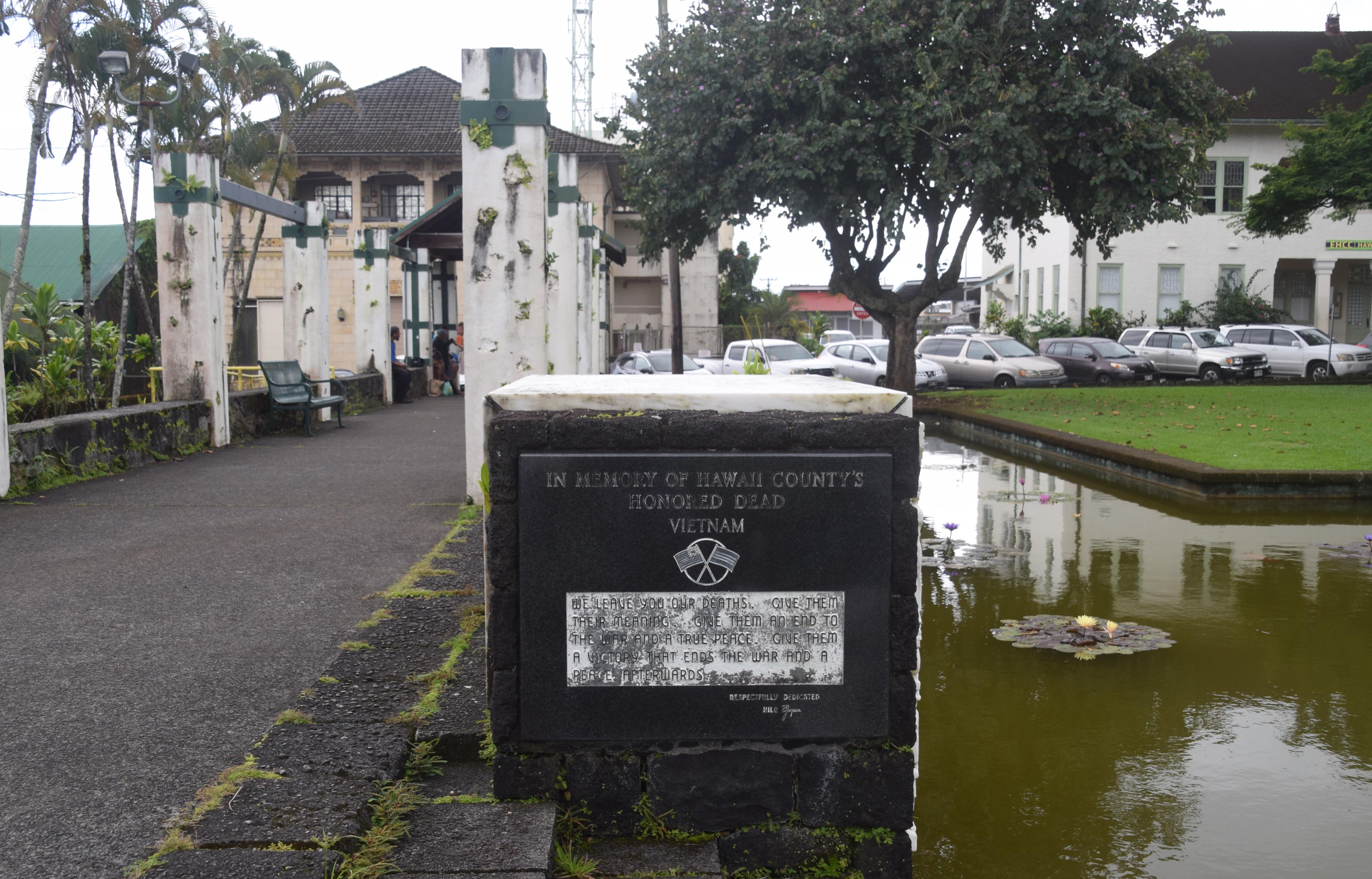
戦争記念碑と睡蓮池